# Niederrheiner
Niederrheiner sind eine Haushuhnrasse die Ende der 1920er Jahre von den beiden niederrheinischen Züchtern Friedrich Regenstein und J. Jobs aus nordholländischen blauen Masthühnern gezüchtet wurden. Die holländischen Ursprungshühner wurden hauptsächlich aus Mechelnern, Plymouth Rocks, Faverolles und Belgischen Kämpfern erzüchtet. 1943 wurde die Haushuhnrasse in Deutschland anerkannt. Mit dem Zwerg-Niederrheiner existiert auch eine anerkannte Zwerghuhnrasse, die vom gleichen Sonderverein betreut wird.

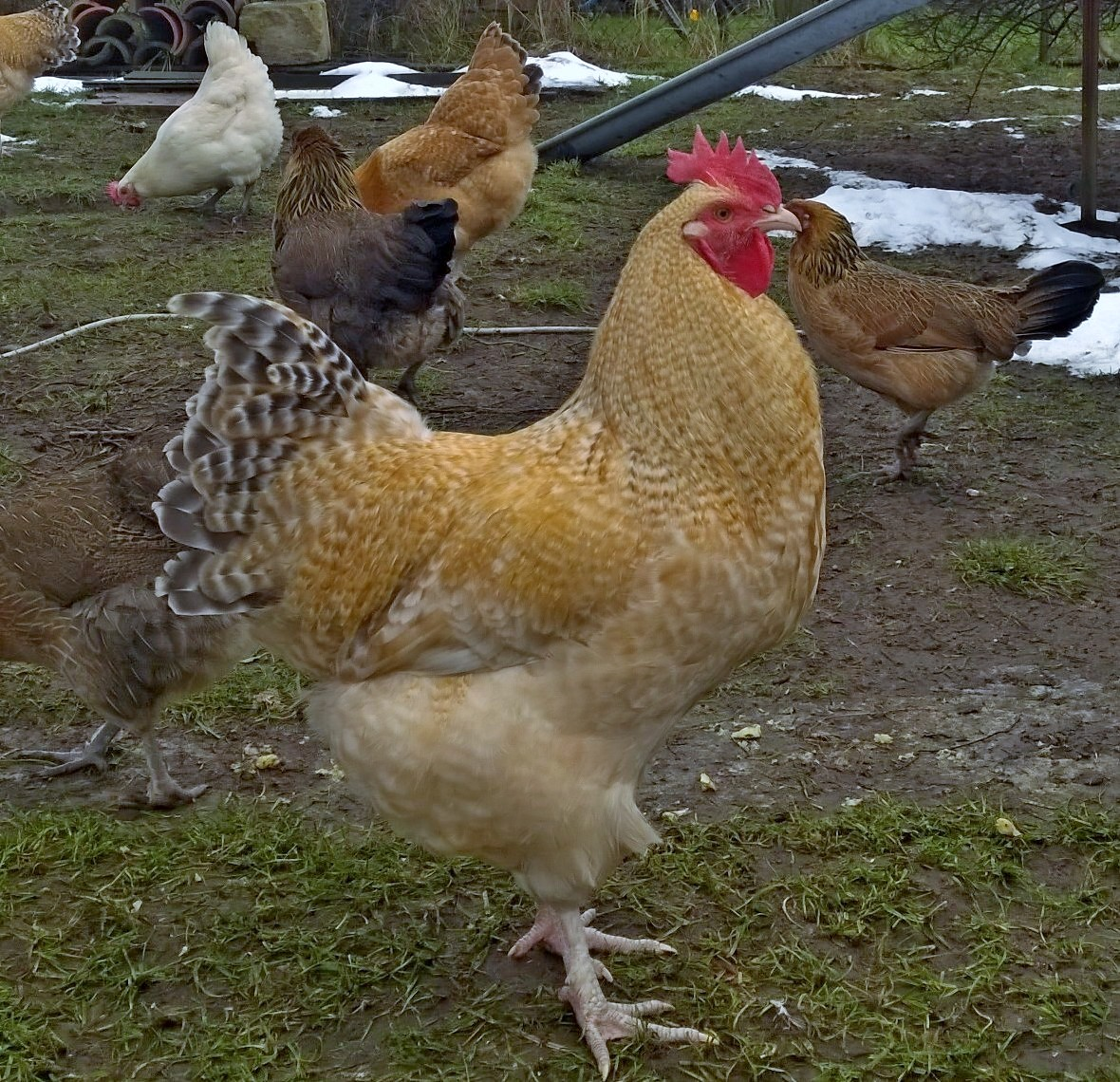
Hahn, gelbsperber, 6 Monate alt
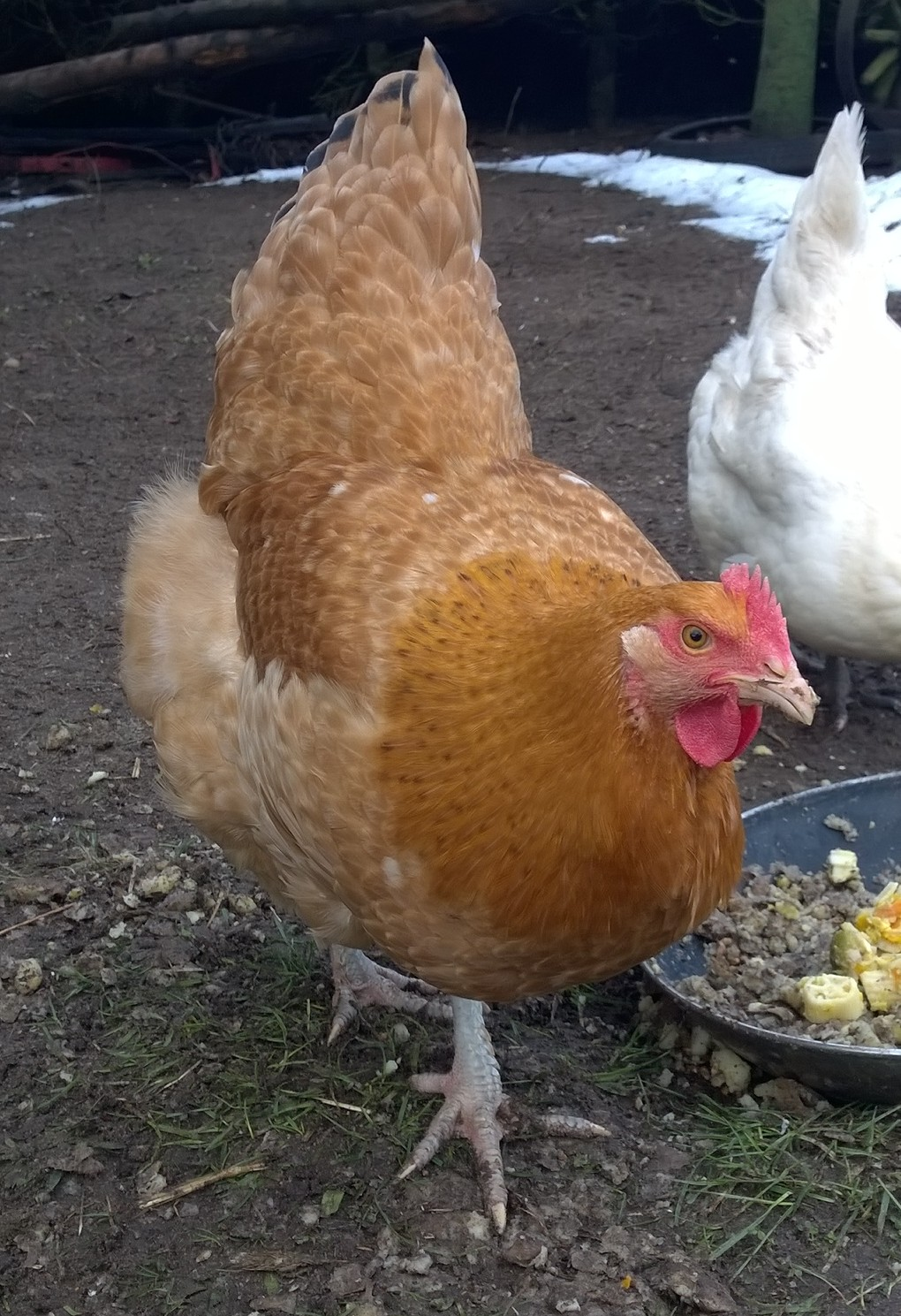
Henne, gelbsperber
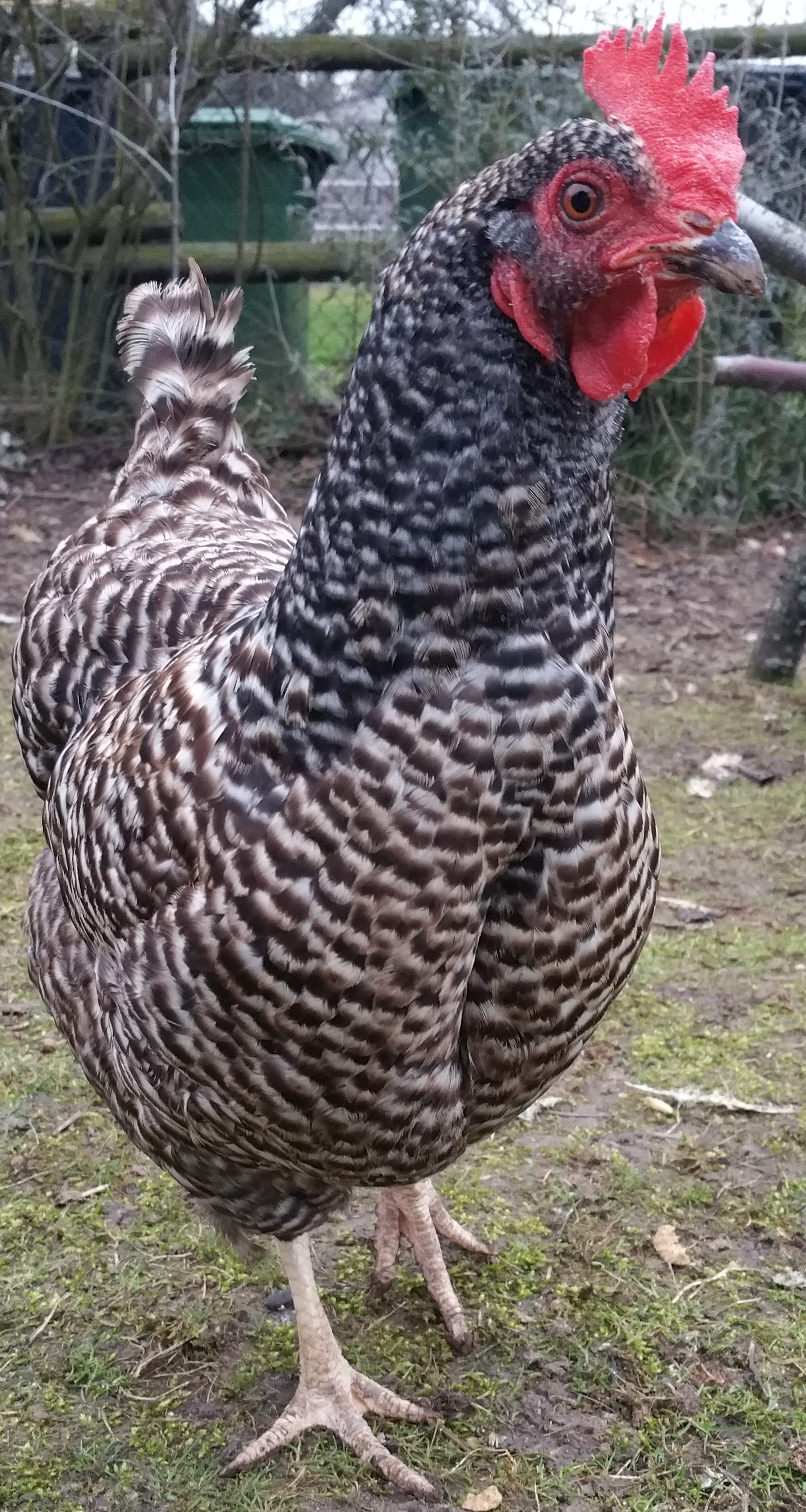
Henne, blausperber